# Schloss Festenburg

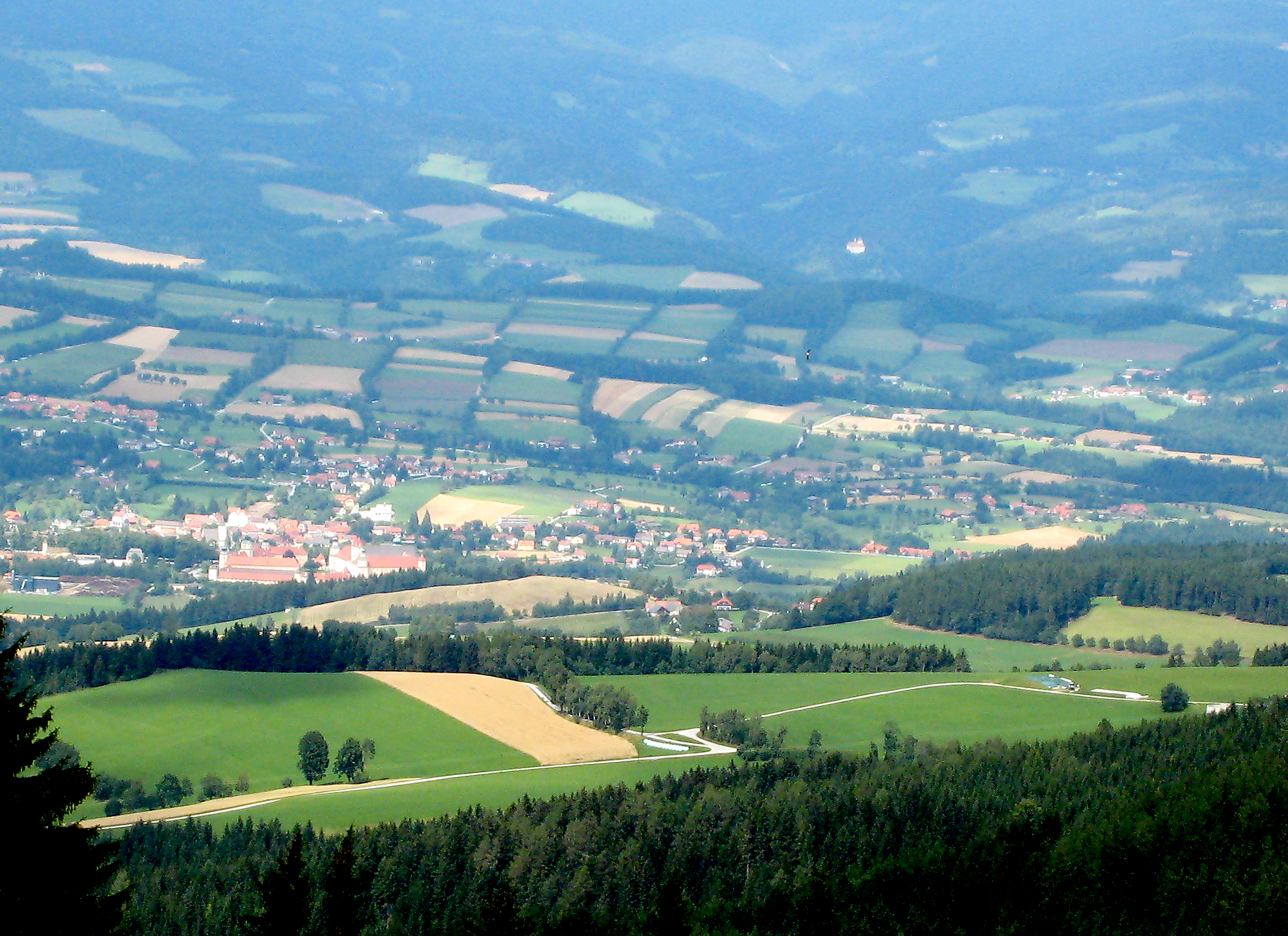
Blick von Süden: vorne Vorau mit Stift, hinten die Festenburg

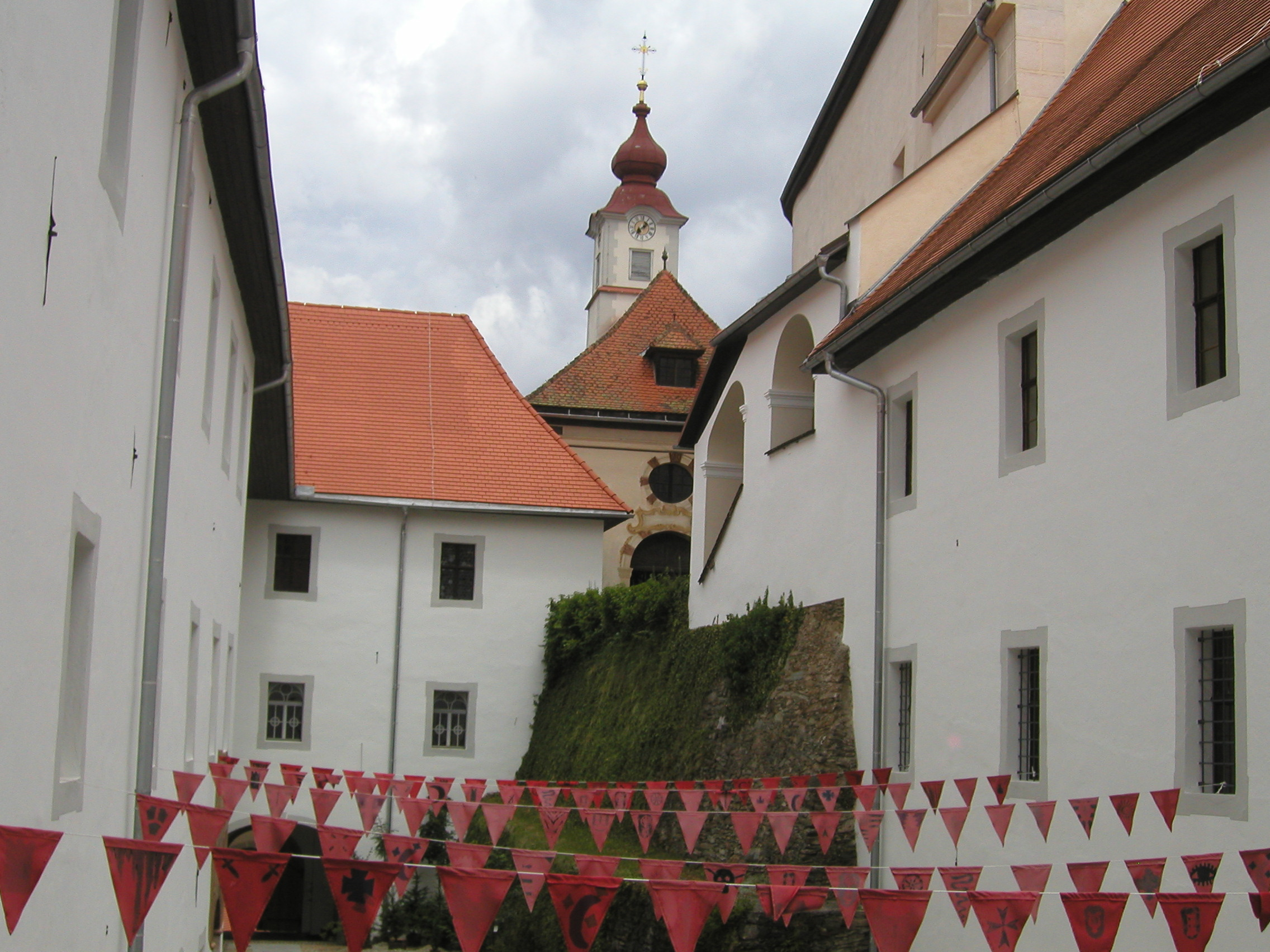
Festenburg, Innenhof

Die Festenburg ist eine Klosterburg in der gleichnamigen Ortschaft Festenburg in der Katastralgemeinde Köppel in der Gemeinde Sankt Lorenzen am Wechsel. Sie wurde um 1200 vermutlich von den Herren von Stubenberg als Vöstenburg gegründet. Seit 1616 im Besitz des Stiftes Vorau beherbergt sie die römisch-katholische Pfarrkirche der hl. Katharina mit einer Abfolge von sechs vorgelagerten Kapellen. Die Pfarre Festenburg wird seelsorglich durch das Augustiner-Chorherrenstift Vorau bestellt. Seit 1992 ist Sighard Schreiner Pfarrer der Gemeinde im oststeirischen Wechselland.

## Geschichte der Festenburg
Um 1200 wurde – vermutlich durch die Herren von Stubenberg – auf einem nach drei Seiten steil abfallenden Felssporn eine Burg gegründet, welche 1353 erstmals als Vöstenburg urkundlich genannt wird. Um 1399 fiel die Burg als Erbe von den erloschenen Herren von Stadeck, die mit den Stubenbergern stammesgleich waren, an den späteren Landeshauptmann der Steiermark, den Grafen Hugo von Montfort. Nach den Herren von Montfort besaßen ab ca. 1416 die Herren von Saurau die Festenburg. Die Burg wurde 1529 und 1532 im Zuge der Ersten Wiener Türkenbelagerung von den Türken erfolglos belagert.
Im Jahre 1616 kaufte das Stift Vorau unter Propst Daniel Gundau die Festenburg von den Grafen von Saurau und erweiterte die Burg von 1700 bis 1723 zu einem Kloster.
Heute ist die Festenburg nicht nur Sitz selbiger Pfarre, sondern auch ein beliebtes Ausflugsziel als fester Bestandteil und Startpunkt der steirischen Schlösserstraße.

## Pfarrkirche hl. Katharina und sechs Kapellen
Der Rittersaal der Burg wurde zur Pfarrkirche umgestaltet und der hl. Katharina geweiht. Ab 1709 erfolgte die malerische Ausgestaltung der Katharinenkirche, der Loretokapelle, der Dornenkrönungskapelle, der Krippenkapelle, der Ölbergkapelle, der Geißelungskapelle und der Kreuzkapelle durch den Vorauer Stiftsmaler Johann Cyriak Hackhofer. Im Deckenfresko der Katharinenkirche, dem sogenannten Festenburger Frauenhimmel (1710), bedeutendstes Beispiel des steirischen expressiven Illusionismus im Spätbarock, werden heilige Jungfrauen und Engel dargestellt.
Von 1889 bis 1928 lebte der Chorherr Ottokar Kernstock als Pfarrer und Schriftsteller in der Festenburg. Sein Empfangs-, Arbeits- und Schlafzimmer sind als Museum öffentlich zugänglich.
Heute wird sonntags sowie dienstags bzw. freitags die heilige Messe gefeiert. Jährlich findet das Konzert der Trachtenkapelle Festenburg im Burghof statt.
Die Burg ist den Besucherinnen und Besuchern von Mai bis September von Montag bis Sonntag mittels Führungen öffentlich zugänglich. Mit dem Jubiläumsjahr findet auch eine Sonderausstellung "Zeiträume" 1616–2016, 400 Jahre Zugehörigkeit der Festenburg zum Stift Vorau, statt.

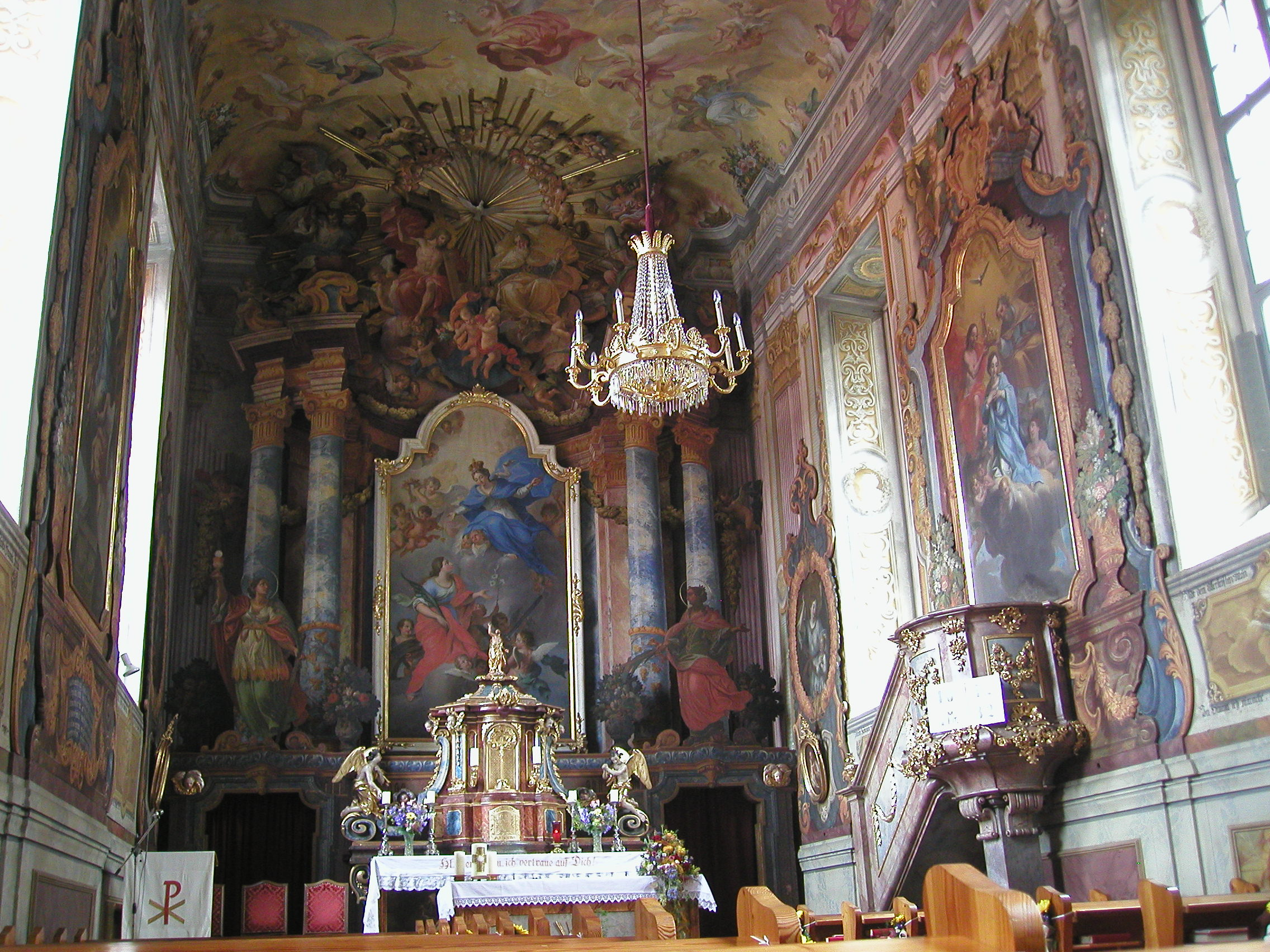
Festenburg, Katharinenkirche
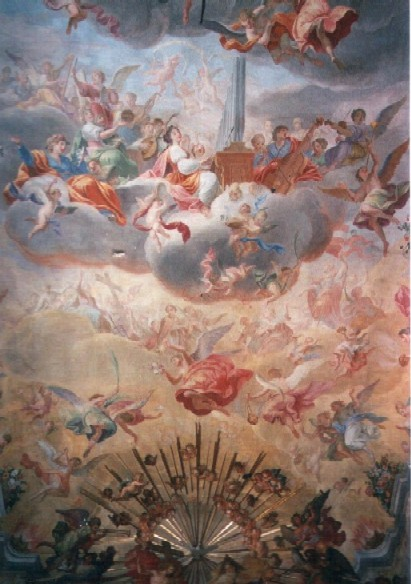
Festenburger Frauenhimmel, größere Ansicht
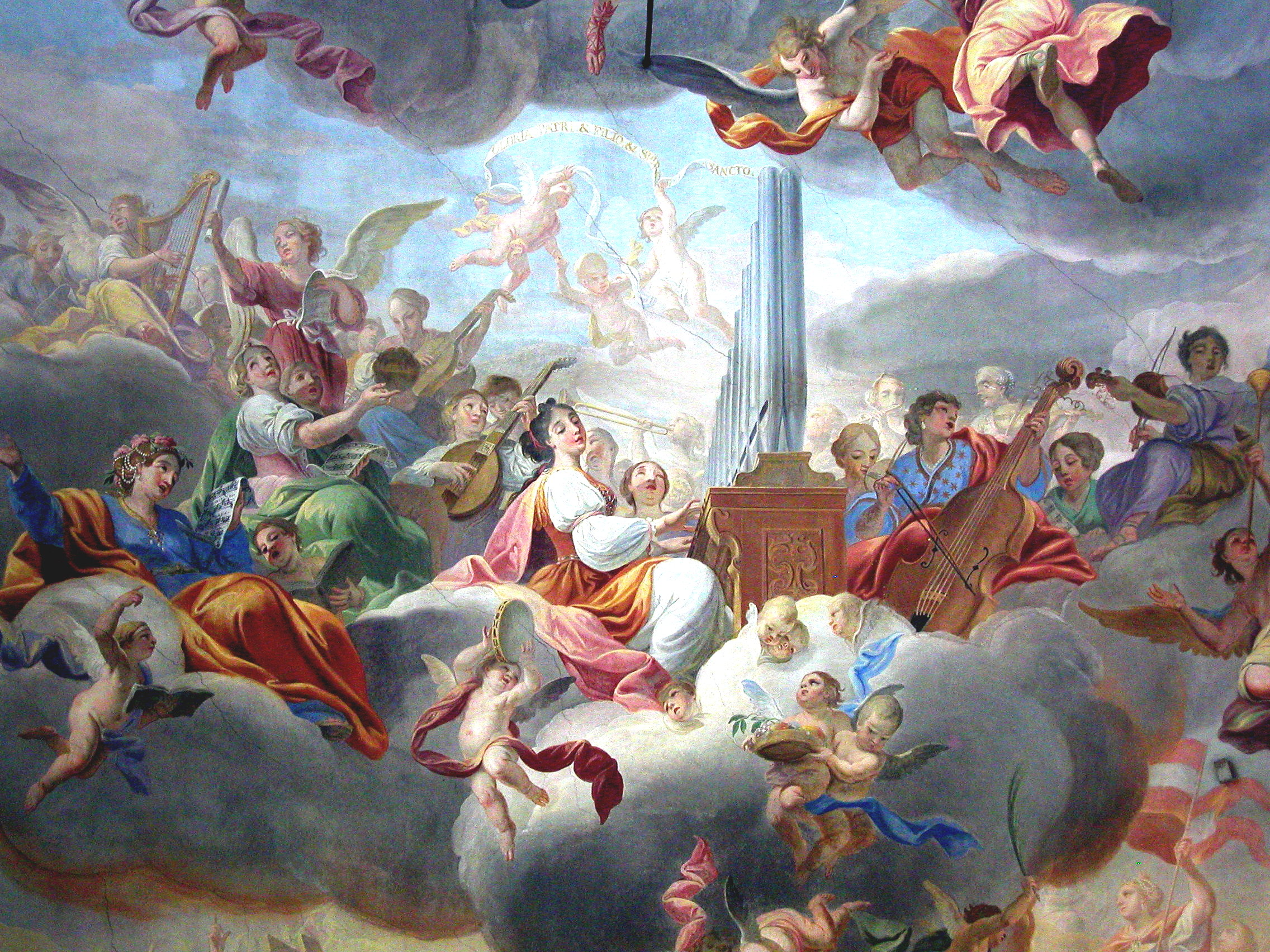
Festenburger Frauenhimmel, Detailansicht 1
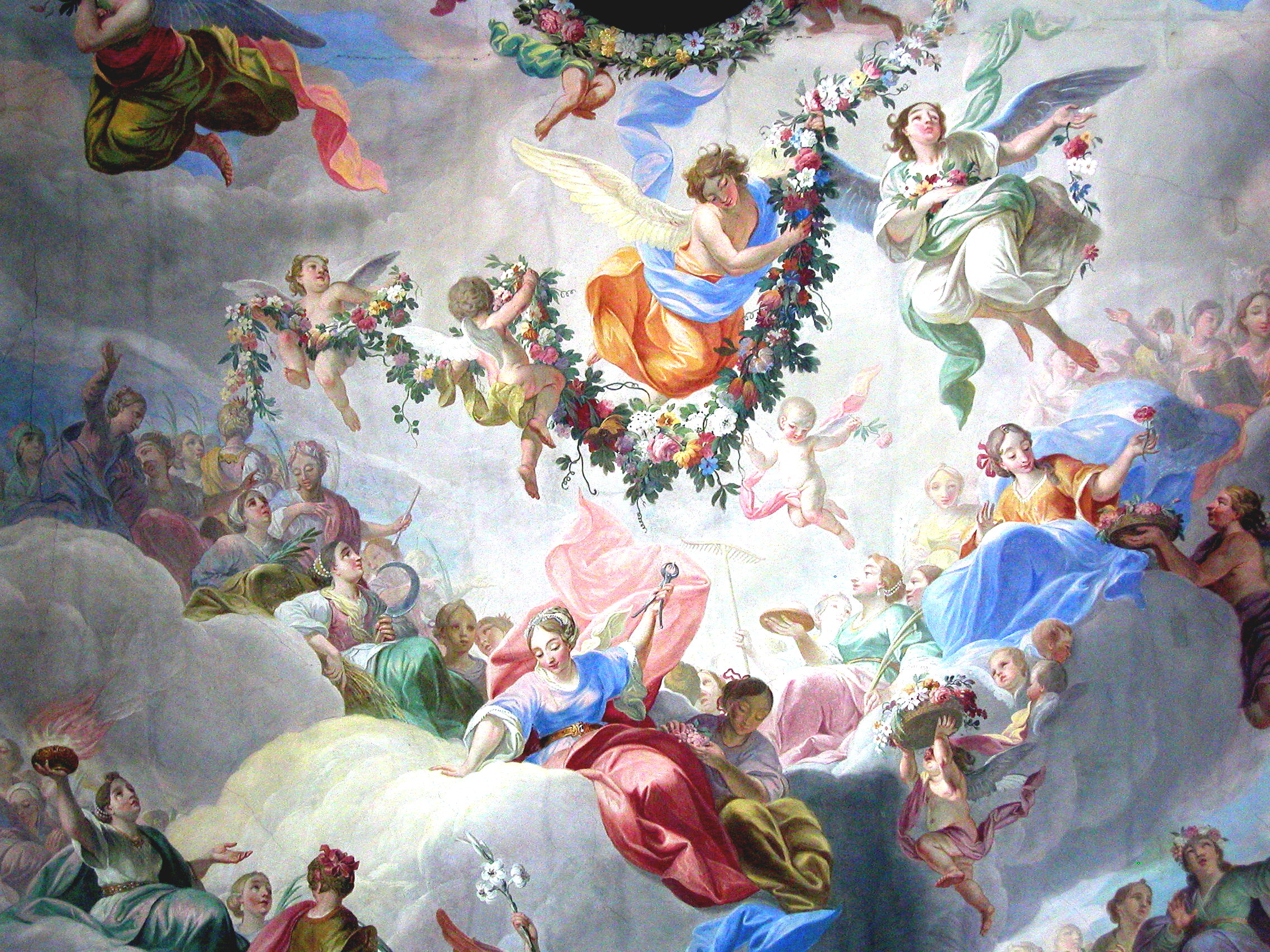
Festenburger Frauenhimmel, Detailansicht 2